# Kortharig franjekelkje
Het kortharig franjekelkje (Lachnum brevipilosum) is een schimmel behorend tot de familie Lachnaceae. Het groeit saprotroof op ontschorst rot loofhout.

## Kenmerken
De apothecia zijn 1,5-3 mm hoog, 1-2 mm in diameter en staan meestal in dichte groepen. Het schijfje is bleek oranje-bruin, glad, en wordt vaak bedekt door de opgerolde rand bij droogte. De steel staat centraal is cilindrisch of iets taps toelopend, vaak licht verbreed aan de basis en meet tot 2 mm hoog en 150-200 µm in diameter en is bedekt met haren.
De asci 8-sporig, smal-cilindrisch met een porie die blauw kleurt met Melzers reagens, komen voort uit simpele septa en meten 50-56 × 4,0-4,5 µm. De ascosporen meten 6-12,5 × 2-3 µm (of 6-8 × 1,5-2 µm ). De parafysen zijn smal lancetvormig, 3-6 µm breed, gesepteerd aan de basis en meestal iets langer dan de asci. De haren zijn onder de miscroscoop opvallend kort (tot 50 × 3 µm).

## Verspreiding
In Nederland komt het kortharig franjekelkje zeldzaam voor. Het staat niet op de rode lijst en is niet bedreigd.